# Se sparo... ti uccido
Se sparo... ti uccido (Los cuatreros) è un film del 1965 diretto da Ramón Torrado. 

## Trama
Uno straniero si reca a Las Cruces per liberare la città dai banditi, salvando il proprietario di un ranch dal loro rapimento.